# 仮面劇場の殺人
『仮面劇場の殺人』（かめんげきじょうのさつじん、Panic in Box C　 ）は、ジョン・ディクスン・カーの長編推理小説。名探偵のフェル博士が登場する22番目の長編である。

## あらすじ
かつて、舞台で主演俳優が急死し、所有者や興行一座が二転三転した「仮面劇場」と呼ばれる劇場。その現オーナーであるティヴァートン卿の未亡人。彼女は、再結成された劇団が「仮面劇場」で初公演をすることになり、アメリカに戻る船上にいた。
ところが、船で彼女は狙撃され、犯人の姿も乗船者に発砲の痕跡も全く見つからなかった。そして「仮面劇場」では俳優が急死した曰くつきの演目『ロミオとジュリエット』が再び演じられようとしていた。

## 主な登場人物
- フィリップ・ノックス - 全米講演の旅に出た歴史家。アメリカ生まれだが、英国生活が長い。
- ジュデス（ジュディ）・ノックス - 別居したフィリップの妻[2]。
- アダム・ケイリー - 「仮面劇場」の前座長。物語前にすでに死亡している。
- マージェリー・ヴェーン - 元女優。「仮面劇場」の現所有者。
- ティヴァートン卿 - マージェリーの亡夫。 マージェリーに遺産を残す。
- エリザベス（ベス）・ハークネス - マージェリーの女友達。
- ローレンス（ローリー）・ポーター - マージェリーの秘書。
- ギディオン・フェル博士 - 名探偵。

## 提示される謎
- クローズド・サークル（旅客船と劇場）

## 特記事項
- 物語の冒頭[3]で、いきなり探偵役のフェル博士が登場する。本作品における全登場人物のなかで、最初に台詞を言うのがフェル博士である。

## 日本語訳書
- 『仮面劇場の殺人』 田口俊樹訳、原書房、1997年 ISBN 978-4-562-03052-1
- 『仮面劇場の殺人』 田口俊樹訳、創元推理文庫、2003年 ISBN 4-488-11827-5